# Sloanea schippii
Sloanea schippii är en tvåhjärtbladig växtart som beskrevs av Paul Carpenter Standley. Sloanea schippii ingår i släktet Sloanea och familjen Elaeocarpaceae. Inga underarter finns listade i Catalogue of Life.